# Jaira Burns
Jaira Burns (nascida em 14 de janeiro de 1997) é uma cantora e compositora americana. Ela começou sua carreira musical fazendo upload de covers no YouTube. Burns fez sua estreia em 2017 com o single "Ugly", que foi apresentado em um comercial da Beats Electronics e Balmain com Kylie Jenner no papel-título. Ela então lançou "Burn Slow", que serve como faixa-título de seu mini-álbum de estreia, lançado em julho de 2018.

## Juventude
Jaira Burns cresceu em Vandergrift, Pensilvânia, mas depois mudou-se para Los Angeles. Jaira é de origem grega. Ela começou a cantar muito jovem e aprendeu a tocar violão ainda adolescente.

## Música
| "Ugly"                                               | 2017 | -      | -      | -  | - | -  | - | -  | Single do álbum |
| "Burn Slow"                                          | 2017 | -      | -      | -  | - | -  | - | -  | Burn Slow       |
| "High Rollin"                                        | 2017 | -      | -      | -  | - | -  | - | -  | Single do álbum |
| "Okokok"                                             | 2018 | -      | -      | -  | - | -  | - | -  | Burn Slow       |
| "Sugarcoat"                                          | 2018 | -      | -      | -  | - | -  | - | -  | Burn Slow       |
| "Low Key in Love"                                    | 2018 | -      | -      | -  | - | -  | - | -  | Burn Slow       |
| "Pop/Stars" (with (G)I-dle and Madison Beer as K/DA) | 2018 | trinta | trinta | 39 | 6 | 82 | 4 | 75 | Single do álbum |